# Bolitoglossa oresbia
Bolitoglossa oresbia är en groddjursart som beskrevs av McCranie, Espinal och Wilson 2005. Bolitoglossa oresbia ingår i släktet Bolitoglossa och familjen lunglösa salamandrar. IUCN kategoriserar arten globalt som akut hotad. Inga underarter finns listade.